# Jambage
Pour la pièce de construction, voir jambage (construction).

La lettre ‹ p › a un jambage.

En calligraphie et en typographie, on appelle jambage ou descendante la partie d'une lettre qui se prolonge sous la ligne de pied. Formellement dans l'alphabet latin, elle peut être le prolongement du fût (‹ p › et ‹ q ›), une boucle (‹ g ›), une queue (‹ j ›, ‹ y ›, ‹ Q ›).
Pour certains, le jambage s’oppose à la hampe. D’autres préfèrent parler de « jambages inférieurs» et de « jambages supérieurs », et réservent au mot « hampe » un autre sens. On appelle également parfois « jambages » les traits verticaux des lettres ‹ m ›, ‹ n › ou ‹ u ›.